# 오고정
오고정(일본어: 大胡町)은 일본 군마현의 중앙, 세타군에 속했던 정이다. 2004년 12월 5일, 세타군 미야기촌, 가스카와촌과 힘께 마에바시시에 편입되었다.

## 지리
군마현의 중서부 아카기 산의 남쪽 기슭에 위치한다. 조모 전기 철도 상모선이 동서로 횡단하고 있다.

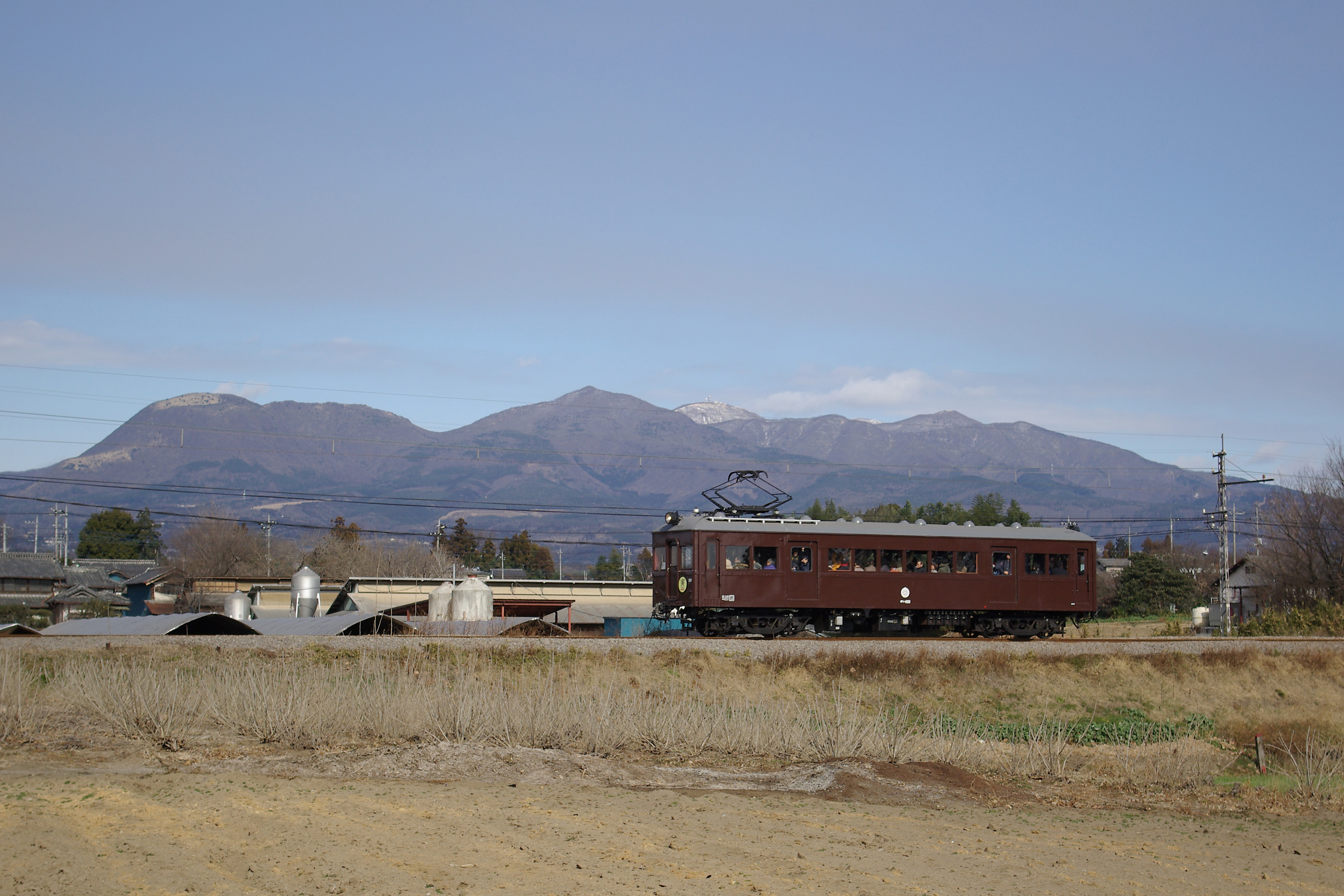
아카기야마를 등지고 달리는 조모 전철
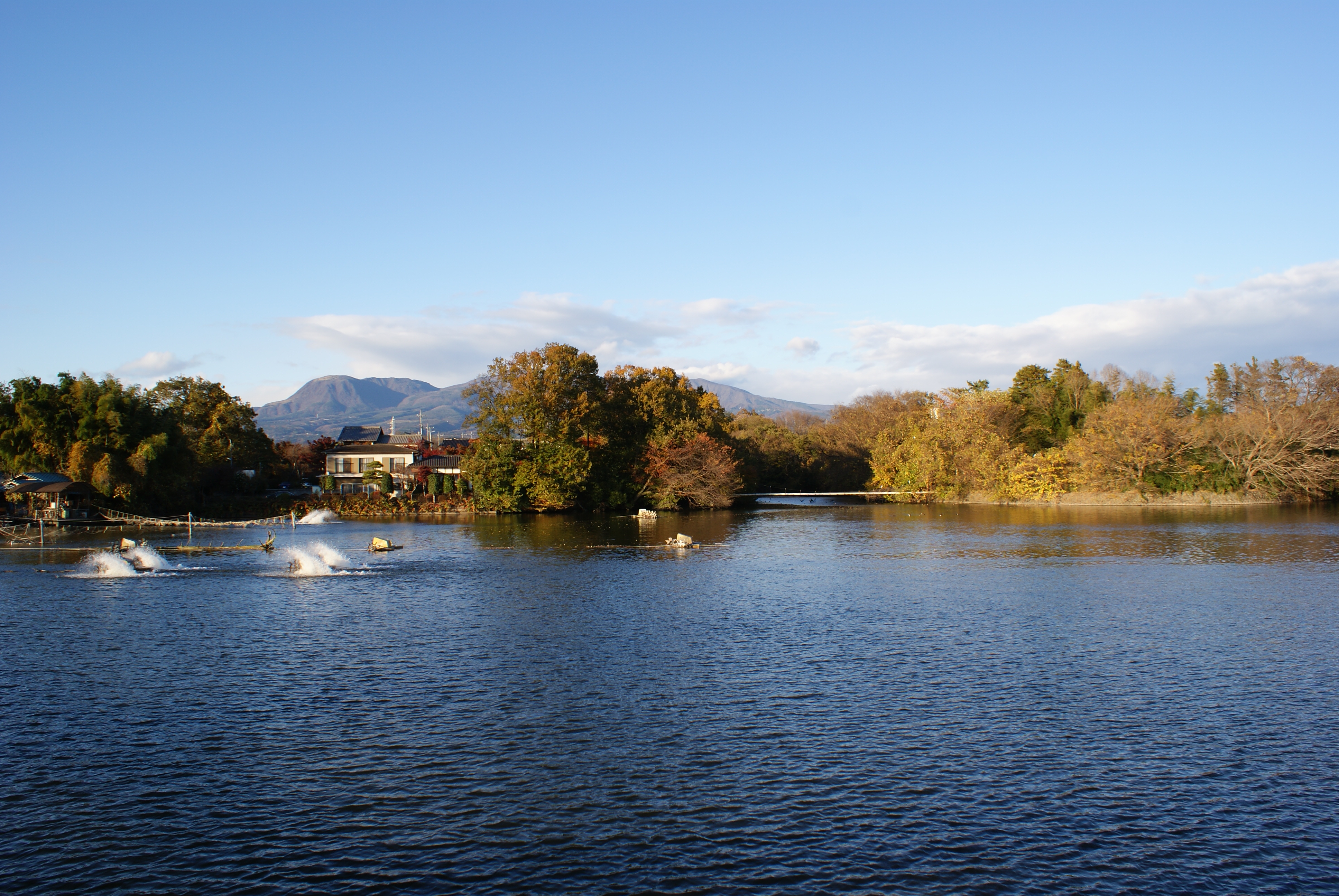
센누키늪

## 역사
- 1889년 4월 1일 - 정촌제 시행으로 1정 7촌을 합병해 미나미세타군 오고촌이 성립하였다.
- 1896년 4월 1일 - 군 통합으로 세타군 소속이 되었다.
- 1899년 5월 24일 정으로 승격해 오고정이 성립하였다.
- 2004년 12월 5일 - 세타군 미야기촌, 가스카와촌과 힘께 마에바시시에 편입되었다.

## 교통

### 철도
- 조모 전기 철도
  - 조모 선

### 도로
- 국도 제353호선